# Amazela
Amazela là một chi bướm đêm thuộc họ Noctuidae.